# Hatim Zaghloul
Hatim Zaghloul (Giza, 7 febbraio 1957) è un ingegnere e inventore egiziano naturalizzato canadese, noto particolarmente in quanto è definito, per il suo lavoro in merito, come il "padre del Wi-Fi".

## Biografia
Nel 1979 si è laureato in ingegneria elettrica all'Università del Cairo, dove strinse una forte amicizia con Michel Fattouche, suo futuro collega.
Nel 1980 ha prestato servizio nelle forze armate egiziane. Durante quell'anno Zaghloul terminò il suo terzo anno e il suo quarto anno di laurea in matematica applicata presso l'Università di Ain Shams al Cairo. Ha poi conseguito un master in fisica nel 1985 e un dottorato di ricerca in fisica presso l'Università di Calgary nel 1994. 

Dal 1981 al 1983 ha lavorato per la Schlumberger Wireline Services come ingegnere per il logging, per poi emigrare in Canada nel 1983. Dal 1984 al 1989 è stato assistente alla didattica presso l'Università di Calgary e dal 1988 al 1990 Zaghloul è stato istruttore di statistica presso l'Università di Athabasca.
Nel 1992 ha co-fondato con Michel Fattouche la Wi-LAN Inc., la società titolare del brevetto per le tecnologie inventate da loro, tra cui il multiplexing a divisione di frequenza ortogonale a banda larga (WOFDM) e lo spettro di diffusione della sequenza diretta multi-codice (MCDSSS).
Nel 2005 ha fondato la Inovatian Inc., dove oggi ricopre il ruolo di amministratore delegato. La Inovatian ha come obiettivo connettere l'intero mondo con reti a banda larga, partendo da zone sprovviste.